# Quasimodo (fiktion)
 For alternative betydninger, se Quasimodo. (Se også artikler, som begynder med Quasimodo)
Quasimodo er en fiktiv person fra Victor Hugos roman Klokkeren fra Notre Dame. Han er en lille pukkelrygget klokker, som kirkens folk finder og adopterer på hvidesøndag. Ordet Quasimodo betyder "vanskabt", og navnet refererer således også til klokkerens deforme udseende.
Følgende skuespillere har portrætteret Qausimodo på film: Lon Chaney, Sr. i Wallace Worsleys film fra 1923, Charles Laughton i William Dieterles film fra 1939, Anthony Quinn i Jean Delannoys film fra 1956 og Anthony Hopkins i Michael Tuchner og Alan Humes film fra 1982 og Mandy Patikin I Peter Medaks film fra 1997.